# Eustis (Flórida)
Eustis é uma cidade localizada no estado americano da Flórida, no condado de Lake. Foi incorporada em 1883.

## Geografia
De acordo com o United States Census Bureau, a cidade tem uma área de 31,2 km², onde 27,2 km² estão cobertos por terra e 4,1 km² por água.

### Localidades na vizinhança
O diagrama seguinte representa as localidades num raio de 16 km ao redor de Eustis.

## Demografia
Segundo o censo nacional de 2010, a sua população é de 18 558 habitantes e sua densidade populacional é de 682,41 hab/km². Possui 8 871 residências, que resulta em uma densidade de 326,20 residências/km².